# Миколаївка (Білгород-Дністровський район)
Микола́ївка — село Сергіївської селищної громади Білгород-Дністровського району Одеської області в Україні. Населення становить 1516 осіб.
 Частина села з вулицею, що безпосередньо виходить на узбережжя Чорного моря і де розвивається рекреаційна інфраструктура, має назву — Балаба́нівка.

## Населення
Згідно з переписом 1989 року населення села становило 1095 осіб, з яких 474 чоловіки та 621 жінка.
За переписом населення 2001 року в селі мешкало 1507 осіб.

### Мова
Розподіл населення за рідною мовою за даними перепису 2001 року:
| Мова       | Відсоток |
| ---------- | -------- |
| українська | 92,02 %  |
| російська  | 7,06 %   |
| молдовська | 0,59 %   |
| гагаузька  | 0,2 %    |
| болгарська | 0,07 %   |
| угорська   | 0,07 %   |

## Галерея
|                                    |
| Урвище над пляжем під Балабанівкою |

|                          |
| База відпочинку «Лагуна» |

|                                 |
| Приватний будинок у Балабанівці |

|                           |
| Свято-Миколаївська церква |

|                           |
| Свято-Миколаївська церква |